# Gazella saudiya
Gazelle saoudienne
Espèce
Statut de conservation UICN

 EX  : Éteint
La gazelle saoudienne (Gazella saudiya) est une espèce éteinte de gazelle de la famille des bovidés, qui vivait à l'état sauvage en Arabie saoudite.
Le mode de vie de cette gazelle saoudienne est très mal connu. On sait entre autres que ce petit animal pouvait courir très vite et se passer de boire pendant un long moment.
De récentes analyses génétiques effectuées sur tous les spécimens de Gazella saudiya en captivité ont montré que ceux-ci sont en faits des croisements hybrides, voire des espèces différentes.